# Różanecznik ostrokończysty
Różanecznik ostrokończysty (Rhododendron mucronulatum) – gatunek krzewu, należący do rodziny wrzosowatych. W stanie dzikim występuje w Mongolii, Chinach i na Syberii.

## Morfologia
PokrójSilnie rozgałęziony krzew o sezonowych liściach dorastający do wysokości 2 metrów.
LiścieBardzo cienkie, zaostrzone na końcach, owłosione od dolnej strony blaszki liściowej.
KwiatyPurpuroworóżowe, pokryte włoskami, kwitnące bardzo wcześnie – w lutym lub marcu.

## Uprawa
WymaganiaLubi miejsca półcieniste, o stałej wilgotności podłoża. Podłoże powinno być żyzne, próchniczne, o kwaśnym odczynie (pH 4– 5). Takie podłoże można otrzymać poprzez dodanie do dobrej ziemi ogrodniczej kwaśnego torfu, zmielonej kory lub przegnitego igliwia. Źle toleruje silne wiatry (powodujące zwiększoną transpirację), dlatego powinien rosnąć na zasłoniętym stanowisku. Doskonale prezentuje się na tle iglaków.
Sposób uprawySadzi się go tylko wraz z bryłą korzeniową. W utrzymaniu wilgoci pomaga ściółkowanie podłoża. Łatwo można przesadzać nawet duże różaneczniki (oczywiście wraz z bryłą korzeniową), gdyż mają zwartą, niedużą bryłę korzeniową. Należy systematycznie nawozić od maja do sierpnia, ale niedużymi dawkami nawozów, gdyż jest wrażliwy na zasolenie gleby, lub stosować nawozy o przedłużonym działaniu. Koniecznie należy stosować nawozy kwaśne (siarczan amonu, siarczan potasu), a najlepiej specjalne mieszanki nawozów do rododendronów. Nie należy wapnować. Aby rośliny obficie kwitnęły na następny rok, należy po przekwitnięciu ściąć całe kwiatostany, gdyż stają się nieładne, a ponadto wyczerpują nadmiernie roślinę. Nie wymaga żadnego cięcia, należy tylko usuwać uschnięte liście i obumarłe pędy.